# Marquette (wieś)
Marquette – wieś w Stanach Zjednoczonych, w stanie Wisconsin, w hrabstwie Green Lake.